# Olzreuter See
Der Olzreuter See ist ein Stillgewässer im Gebiet der Stadt Bad Schussenried im baden-württembergischen Landkreis Biberach in Deutschland.

## Lage
Der rund zehn Hektar große „Olzreuter See“ liegt etwa 1,8 Kilometer nordöstlich der Bad Schussenrieder Stadtmitte, auf einer Höhe von 570,6 m ü. NHN, zwischen dem bis zu 603,2 m ü. NHN hohen Aspen im Nordosten sowie den Stadtteilen Kleinwinnaden im Nordwesten und Olzreute im Süden.
Der See ist in Besitz des Landes Baden-Württemberg, das ihn an einen ortsansässigen Angelsportverein verpachtet hat.

## Hydrologie
Das Einzugsgebiet des „Olzreuter Sees“ erstreckt sich auf 248 Hektar. Die Größe der Wasseroberfläche beträgt 10,4 Hektar, bei einer durchschnittlichen Tiefe von 3,2 Meter und einer maximalen Tiefe von 7,6 Meter ergibt sich ein Volumen von rund 330.000 Kubikmeter.
Der Zulauf des Sees erfolgt durch Grundwasser und Entwässerungsgräben, der Abfluss über einen Wiesengraben und die Schussen in den Bodensee, damit in den Rhein und letztendlich in die Nordsee.

## Ökologie
Seit 2000 ist Bad Schussenried mit dem „Olzreuter See“ am Aktionsprogramm zur Sanierung oberschwäbischer Seen beteiligt. Ein wichtiges Ziel dieses Programms ist, Nährstoffeinträge in Bäche, Seen und Weiher zu verringern und die Gewässer dadurch in ihrem Zustand zu verbessern und zu erhalten.
Das Einzugsgebiet des Sees wird zu zehn Prozent für die Wald- und 80 Prozent für die Landwirtschaft – davon 52 Prozent Grün- und 48 Prozent Ackerland – genutzt.
| Jahr                                     | 2000  | 2003  | 2008  | 2013  | 2018  | 2023  |
| Gesamt PO4-Phosphor (µg/l)               | 25,00 | 69,00 | 65,00 | 46,00 | 65,00 | 36,00 |
| Chlorophyll a (µg/l)                     | 17,00 | 13,00 | 13,00 | 13,00 |       |       |
| Chlorophyll a-Spitze (µg/l)              | 28,00 | 29,00 | 22,00 | 23,00 |       |       |
| anorganischer Gesamt-Stickstoff a (mg/l) |       | 0,46  | 1,29  | 0,85  |       |       |
| Sichttiefe (m)                           | 1,20  | 1,50  | 1,50  | 1,40  |       |       |
| Trophiestufe                             |       |       |       |       |       | e2    |

## Prähistorische Siedlung
Am Ufer des Sees, auf der Halbinsel im Nordosten, befindet sich die archäologische Fundstätte einer prähistorischen Siedlung aus der Zeit von 3.000 bis 2.500 vor Christus. Sie gehört zum UNESCO-Welterbe „Prähistorische Pfahlbauten um die Alpen“.